# 鬼頭氏
鬼頭氏（きとうし）は、日本の氏族。

## 概要
源為朝の次男とされる源義次が祖とされる。
鎌倉時代初期の頃、南紀（現在の和歌山県南部）地方で『鬼党』という悪党集団が暴れていた。
これに困った土御門天皇は義次に鬼党を退治する様に勅命を出します。
義次は激戦の末、見事に鬼党を退治して、土御門天皇から『鬼頭』の姓と尾張国に領地を賜り、その後は鬼頭義次と名乗り、現在の熱田区尾頭町周辺に住んだとされる。